# Ostrov nad Oslavou
Ostrov nad Oslavou (en allemand : Ostrau an der Oslawa) est un bourg (městys) du district de Žďár nad Sázavou, dans la région de Vysočina, en République tchèque. Sa population s'élevait à 962 habitants en 2020.

## Géographie
Ostrov nad Oslavou se trouve à 10 km au sud-sud-est de Žďár nad Sázavou, à 31 km à l'est-nord-est de Jihlava à 130 km à l'est-sud-est de Prague.
La commune est limitée par Kotlasy au nord-ouest, par Sazomín au nord, par Obyčtov au nord-est, par Bohdalec à l'est, par Rousměrov et Kněževes au sud et par Radostín nad Oslavou au sud-ouest.

## Histoire
La première mention écrite de la localité date de 1356. La commune a le statut de městys depuis le 10 novembre 2006.

## Administration
La commune se compose de deux quartiers :
- Ostrov nad Oslavou
- Suky

## Transports
Par la route, Ostrov nad Oslavou se trouve à 9 km de Žďár nad Sázavou, à 37 km de Jihlava et à 158 km de Prague.